# 2005年FISA世界ボート選手権大会

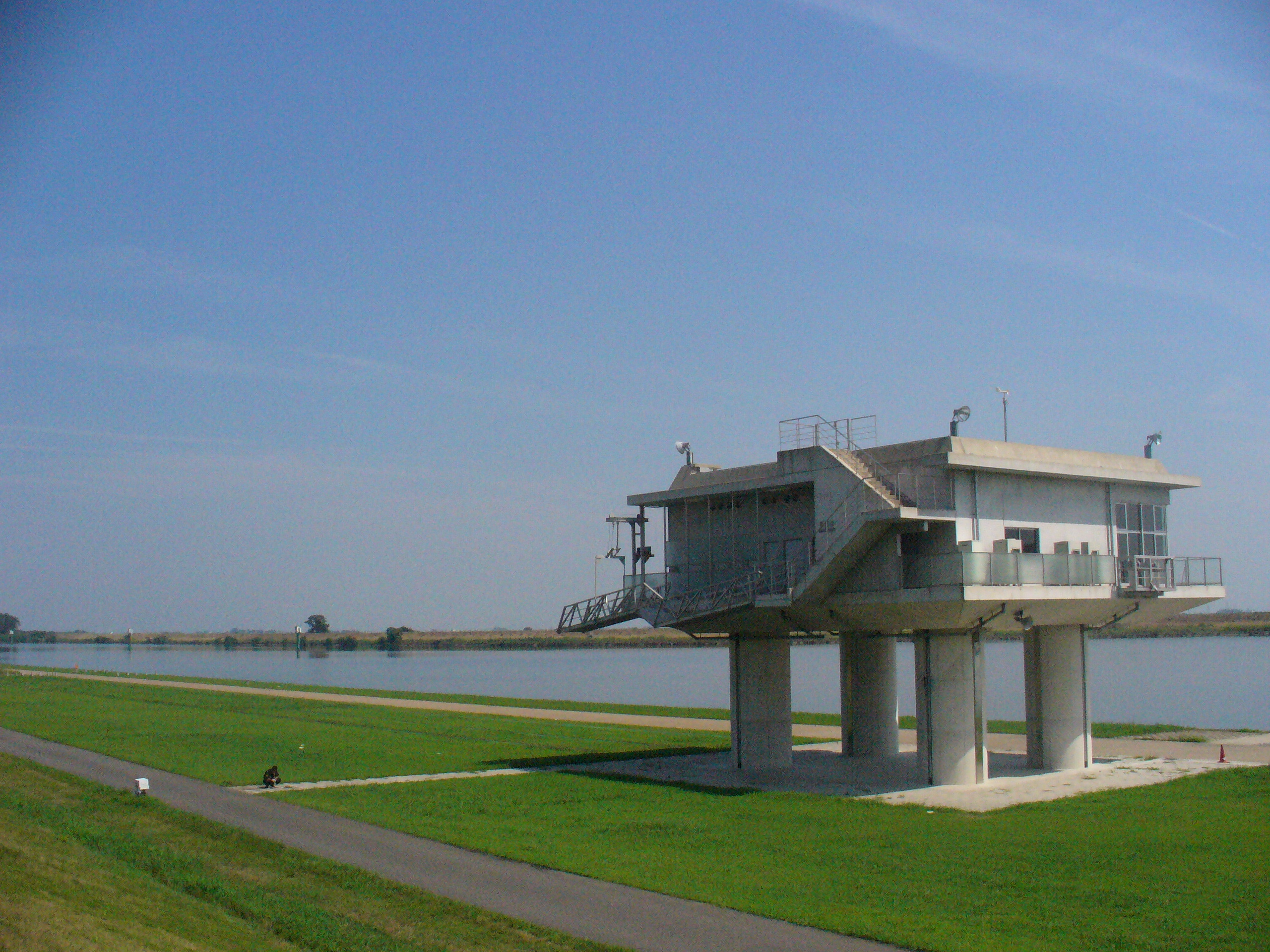
会場となった長良川国際レガッタコース

2005年FISA世界ボート選手権大会（にせんごねんフィサせかいボートせんしゅけんたいかい、FISA World Rowing Championships 2005 Gifu）は、2005年8月28日～9月4日の8日間、岐阜県海津市の長良川国際レガッタコースで国際ボート連盟（FISA）主催、社団法人日本ボート協会主管で行われた世界ボート選手権大会である。
アジアで初めて行われた世界ボート選手権大会で、世界約60の国と地域から選手など約1,400人が参加し26種目を競ったオリンピックを上回る規模のボート競技大会。

## 経緯
- 1999年11年8月 - カナダのセントキャサリンで開催されたFISA定例総会において、2005年の世界ボート選手権はヨーロッパ以外での開催の意向を表明。
- 2000年8月4日 - クロアチアのザグレブで開催されたFISA定例総会において正式立候補。
- 2001年4月29日 - アメリカのプリンストンで開催されたFIS評議員会においてプレゼンテーションを行う。他の立候補国はブルガリア、ポーランド）
- 2001年7月10日 - FISAより内定通知。
- 2001年8月18日 - FISA定例総会にて正式開催決定。
- 2005年8月28日～9月4日 - 2005年FISA世界ボート選手権大会開催。